# St Peter’s (Guernsey)
St Peter’s (fr. Saint-Pierre-du-Bois) – miasto na wyspie Guernsey (Wyspy Normandzkie), w terytorium o tej samej nazwie; 2200 mieszkańców (2006), przemysł spożywczy.